# Polizeiruf 110: Bonnys Blues
Bonnys Blues ist ein deutscher Kriminalfilm von Peter Vogel aus dem Jahr 1978. Der Fernsehfilm erschien als 52. Folge der Filmreihe Polizeiruf 110.

## Handlung
In einem Hotelzimmer entdeckt das Zimmermädchen den toten Dietmar Bohnstengel, genannt „Bonny“. Oberleutnant Jürgen Hübner und Leutnant Woltersdorf nehmen die Ermittlungen auf und lassen sich von der aufgelösten Hotelleiterin Frau Bärwald Bonnys Zimmer zeigen.
Im Rückblick wird Bonnys Weg bis zum Tod gezeigt. Seit drei Jahren lebt der Fensterputzer Bonny mit Freundin Annemarie Gerlach und deren Sohn Uwe bei Annemaries Vater Wilhelm. Wilhelm wollte einst Musiker werden, arbeitet jedoch inzwischen als Klavierstimmer. Umso mehr legt er Wert darauf, dass Uwe eifrig Klavier übt, obwohl sich der Junge mehr für Indianerfilme interessiert. Annemarie wiederum hat ihn zwar auf die Musikschule geschickt, lässt dem Jungen jedoch auch Freiheiten. Sie leidet darunter, dass Bonny mehr Zeit mit seiner Jazzband verbringt und mehrfach in der Woche probt. Bonny ist der Sänger der Band, muss jedoch oft nacharbeiten, um fehlerfrei zu singen. Das zusätzliche Probepensum geht wiederum von der Zeit ab, die Bonny eigentlich mit Freundin und Kind verbringt. Irgendwann reicht es Annemarie und sie stellt Bonny vor die Wahl Familie oder Musik: Bonny entscheidet sich für die Musik und geht.
In einer Kirche hat er beim Orgelspiel die Lehrerin Christa kennengelernt. Christa lebt in einer toleranten Beziehung zu Komponist Rainer Aurich, der seiner Freundin einen Seitensprung zugesteht. Als sie sich jedoch von ihm trennen will, um mit Bonny zusammenzuleben, begehrt Rainer auf, zumal Christa ihn bittet, Bonny bei seiner musikalischen Karriere zu helfen. Kurz vor einem Bandwettbewerb taucht Bonny in dem Hotel auf, in dem Annemarie an der Rezeption arbeitet. Er bittet sie um ein Zimmer, auf das er sich kurz vor dem Auftritt mit der Band zurückzieht. Wenig später wird er vom Zimmermädchen tot aufgefunden.
Die Ermittler befragen Christa und die Band, die vor dem Auftritt vergeblich auf Bonny gewartet haben und ihr Stück später instrumental vorführen. Sie verhören auch Rainer Aurich, der kurz vor Bonnys Tod noch in seinem Hotelzimmer war. Er hatte um Christa kämpfen wollen, doch nötigte Bonny ihn, eine große Menge Schnaps zu trinken und warf ihn anschließend hinaus. Bonny hatte bei seinem Tod 2,1 Promille Alkohol im Blut und zahlreiche Tabletten genommen. Todesursache war eine Blutung, die er sich bei einem Sturz zugezogen haben könnte. Mit der Sturzwunde könnte er noch eine Zeitlang gelebt haben, die Leiche wurde auf dem Bett gefunden. Es stellt sich heraus, dass Annemarie Bonny nach Rainers Verschwinden Tabletten gebracht hatte. Kurz nach Annemarie war wiederum Wilhelm Gerlach bei ihm. Er versuchte, ihm Christa auszureden. Er wollte, dass Bonny seinen Job als Fensterputzer aufgibt und stattdessen die Chance ergreift, Leiter der Hoteltiefgarage zu werden. Wilhelm versuchte ihn zudem zu überzeugen, zurück zu Annemarie und Uwe zu kommen. Als Bonny ihn verhöhnte und Annemarie schlechtmachte, stieß Wilhelm ihn an die Heizung und Bonny fiel unglücklich. Kurz nachdem Wilhelm das Zimmer verlassen hatte, verstarb Bonny. Die Ermittler nehmen Wilhelm mit, um ein Protokoll anzufertigen.

## Produktion
Bonnys Blues wurde von September bis Oktober 1977 unter dem Arbeitstitel Requiem in Berlin sowie Erfurt und Umgebung gedreht. Bonny und Christa übernachten heimlich auf  Schloss Molsdorf, während der Musikwettbewerb in der Burgruine Gleichen gedreht wurde. Die Kostüme des Films schuf Tamara Schramm-Bansen, die Filmbauten stammen von K.P.M. Wulff. Der Film erlebte am 26. März 1978 im 1. Programm des Fernsehens der DDR seine Fernsehpremiere. Die Zuschauerbeteiligung lag bei 60,5 Prozent.
Es war die 52. Folge der Filmreihe Polizeiruf 110. Oberleutnant Jürgen Hübner ermittelte in seinem 22. Fall und Leutnant Woltersdorf in seinem 2. Fall. Die Kritik befand, dass Bonnys Blues „Momente des Life-Style-Films auf[nahm].“ Er sei zudem kein echter Krimi, da der Mord eigentlich keiner war. „Der Film fragt zwar auch nach der Todesursache und danach, wer die Schuld an Bonnys Ableben trägt; das Hauptaugenmerk lag jedoch auf der Frage, wie ein Mensch leben soll: nach dem Lust- oder nach dem Pflichtprinzip.“ Bonnys Lied (Als dein Gesicht vor mir sich hob Text: Jewgeni Jewtuschenko) wird im Abspann von Uschi Brüning gesungen und von der Hermann-Anders-Band begleitet.